# Byrdarski geran

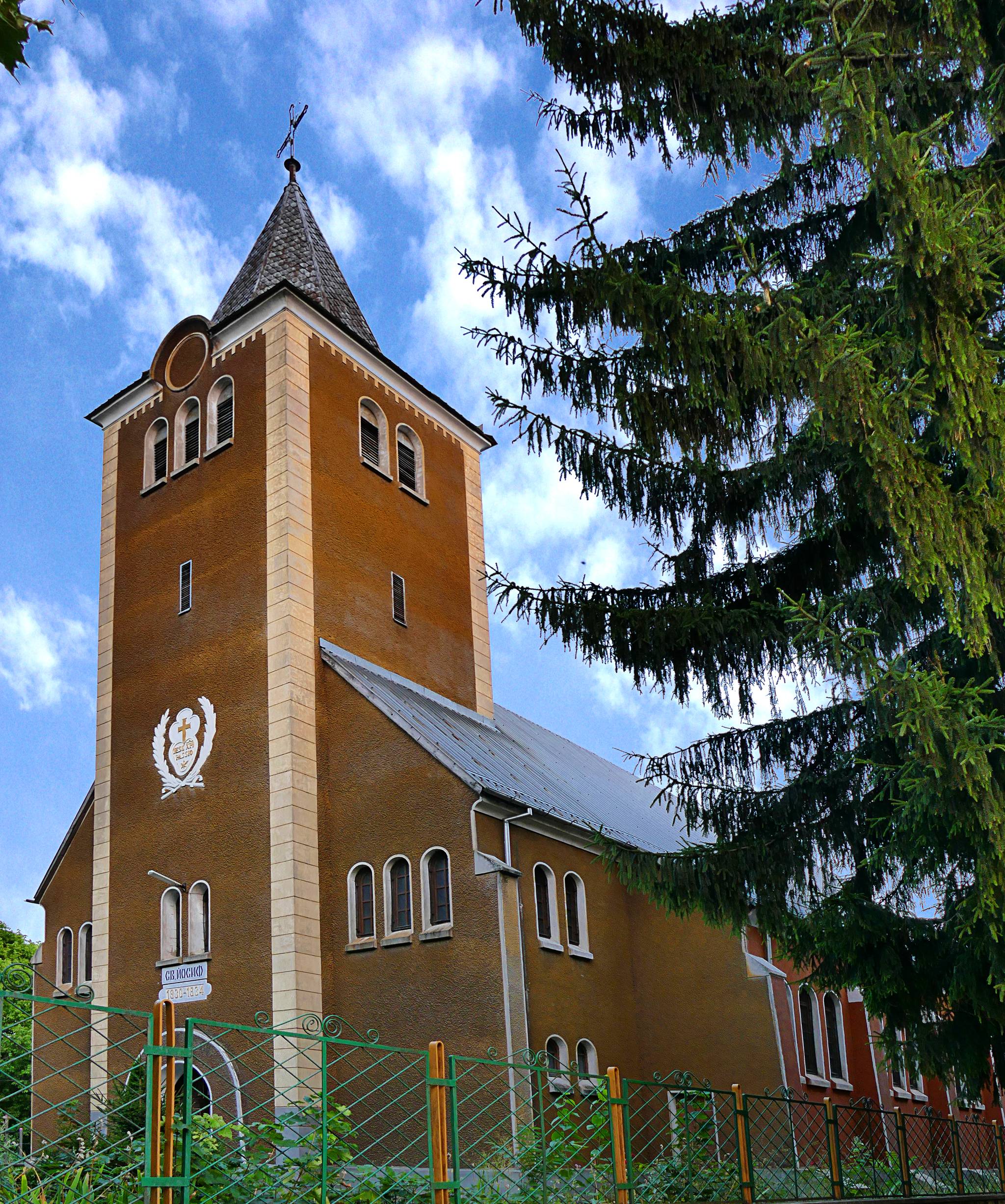
Kościół pw św. Józefa

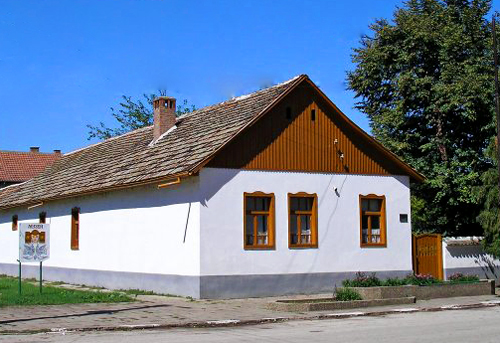
Muzeum „Kyszta na banatskija bit“

Byrdarski geran (bułg. Бърдарски геран) – wieś w Bułgarii, w obwodzie Wraca, w gminie Bjała Słatina. Według danych szacunkowych Ujednoliconego Systemu Ewidencji Ludności oraz Usług Administracyjnych dla Ludności, 15 czerwca 2020 roku miejscowość liczyła 633 mieszkańców.

## Historia
W dokumencie osmańskim z 1617 r. wieś wymieniona jest pod nazwą Byrdar. Większość osadników Byrdarskiego gerana pochodzi z największej wsi Bułgarów w Banacie – Star Beszenow (rum. Dudeştii Vechi). Ruchy te były spowodowane klęską powstania cziprowskiego przeciw Turkom w 1688 roku.

## Zabytki
Do rejestru zabytków wliczone są:
- Kościół pw św. Józefa – największy w diecezji nikopolskiej, trójnawowy, z elementami stylu neogotyckiego[3]. 16 kwietnia 1934 roku ukończony kościół został uroczyście poświęcony przez biskupa Nikopola Damiana Teelena[3].
- Kościół Dziewica Maryja – Matka Świętej Nadziei – znajduje się na rozległym dziedzińcu dawnego klasztoru sióstr benedyktynek wraz z budynkiem dawnego klasztoru i budynkiem dawnej szkoły niemieckiej[4]. Uroczysta konsekracja świątyni odbyła się 2 lipca 1929 roku[4]. Najbardziej godne uwagi są w nim dobrze zachowane duże freski braci św. Cyryla i Metodego w pełnej długości po obu stronach ołtarza[4]. Wraz z nimi Niemcy z Byrdarskiego geranu wyrażają szacunek i wdzięczność państwu i ludziom bułgarskim za gościnność na bułgarskiej ziemi[4].
- Muzeum etnograficzne „Kyszta na banatskija bit“ – zbiór powstał przy pomocy etnografów z Regionalnego Muzeum Etnograficznego we Wracy[5].
- Wieża czasowa[6].

## Kuchnia
Charakterystycznym daniem są gałuszkite (pierogi). Innym tradycyjnym daniem jest paprykarz oraz zupa czorba z liści i panierowanego kurczaka. Tradycje gotowania są zbliżone do tych banackich.

## Osoby związane z miejscowością

### Urodzeni
- Anton Gjukow (1934) – bułgarski scenograf

### Związani
- Eugeniusz Bosiłkow (1900–1952) – bułgarski katolicki ksiądz w Byrdarskim geranie